# Tổng của Pháp
Tổng (Canton) là một cấp đơn vị hành chính địa phương bán chính thức của Pháp, thấp hơn quận. Các tổng được thiết kế để có quy mô dân số tương đương nhau. Tổng vừa là đơn vị quản lý tư pháp, vừa được dùng làm đơn vị khu vực bầu cử quốc hội ở Pháp. Ở chức năng thứ nhất, tổng được gọi là justices de paix, và mỗi tổng có một tòa án cấp 1. Ở chức năng thứ hai, tổng còn được gọi rõ là Élection cantonale.
Tổng có thể chia thành các commune như ở các vùng nông thôn, song cũng có lúc commune chia thành các tổng như ở các khu vực thành thị. Đó là vì trái với tổng, quy mô dân số của commune không cố định - có thể từ 1 người đến vài triệu người. Tổng đôi khi được xem là cùng cấp với các quận của Paris. Chỉ khác ở chỗ quận của Paris không phải là một đơn vị khu vực bầu cử.
Hiện tại, nước Pháp có 4032 tổng.